# Марін Пундев
Марін Пундев (болг. Марин Пундев — болгарський революціонер походженням з української Бессарабії. Член Внутрішньої Македонсько-Одринської Революційної Організації (ВМОРО).

## Біографія
Народився в болгарському Бессарабському селі Баннівка. Навчався в Болградській вищій школі, де його однокласником був Іван Колев. Працював у гімназії ім. Кюстенділа, де в 1887 разом з Єфремом Карановим заснував Товариство підтримки бідних учнів. Був директором Софійської гімназії. Чотири роки був директор болгарської гімназії для дівчат у Салоніках (1891–1894). Вже будучи пенсіонером, редагував журнал «Просвета» (1904-1911), в якому опублікувався Елин Пелин.